# Janonis
Janonis ist ein litauischer männlicher Familienname, abgeleitet von Jan.

## Personen
- Arvydas Janonis (* 1960), sowjetischer bzw. litauischer Fußballspieler
- Juozas Janonis (1934–2020), Politiker, Mitglied des Seimas
- Vytautas Janonis (* 1948), Architekt und Politiker, Umweltvizeminister und Bürgermeister von Druskininkai